# Вири (станція)
Ви́ри — проміжна залізнична станція 5-го класу Сумської дирекції залізничних перевезень Південної залізниці на двоколійній неелектрифікованої лінії Білопілля — Баси між станціями Амбари (7 км) та Торохтяний (10 км). Розташована в селі Білани Сумського району Сумського області.

## Пасажирське сполучення
На станції Вири зупиняються приміські поїзди та регіональний експрес № 7009/7010 сполученням Харків — Ворожба.